# Šincekova jama
Šincekova jama (još i spilja Vinica), kopneno arheološko nalazište kod Marčana, nalazi se oko 10 kilometara zapadno od Varaždina, na brežuljkastom području Peščenice Viničke, iznad potoka koji teče prema dolini Plitvice, na zapadnim padinama Abrahamovog brega, na oko 250 metara nadmorske visine. Šincekova jama, poznata i kao spilja Vinica, jedno je od mjesta koje je moglo služiti kao zaklon i na kojem se moglo prilično sigurno i udobno boraviti. Spilja je morfološki jednostavna, a prije sustavnih istraživanja činio ju je 6 m dugi kanal visine 60 i širine oko 100 cm, koji je završavao manjom okruglom dvoranom promjera 4,5 m. U istraživanjima je prikupljen veći broj nalaza holocenske i pleistocenske faune, te više nalaza koji upućuju na prisutnost različitih materijalnih kultura (keramika, kameno oruđe, odbitci, fosilna ognjišta). Otkrio ju je 1981. Dubravko Šincek.

## Zaštita
Pod oznakom Z-5741 zavedeno je kao nepokretno kulturno dobro - pojedinačno, pravna statusa zaštićena kulturnog dobra, klasificirano kao "kopnena arheološka zona/nalazište".